# Fundação Assefaz

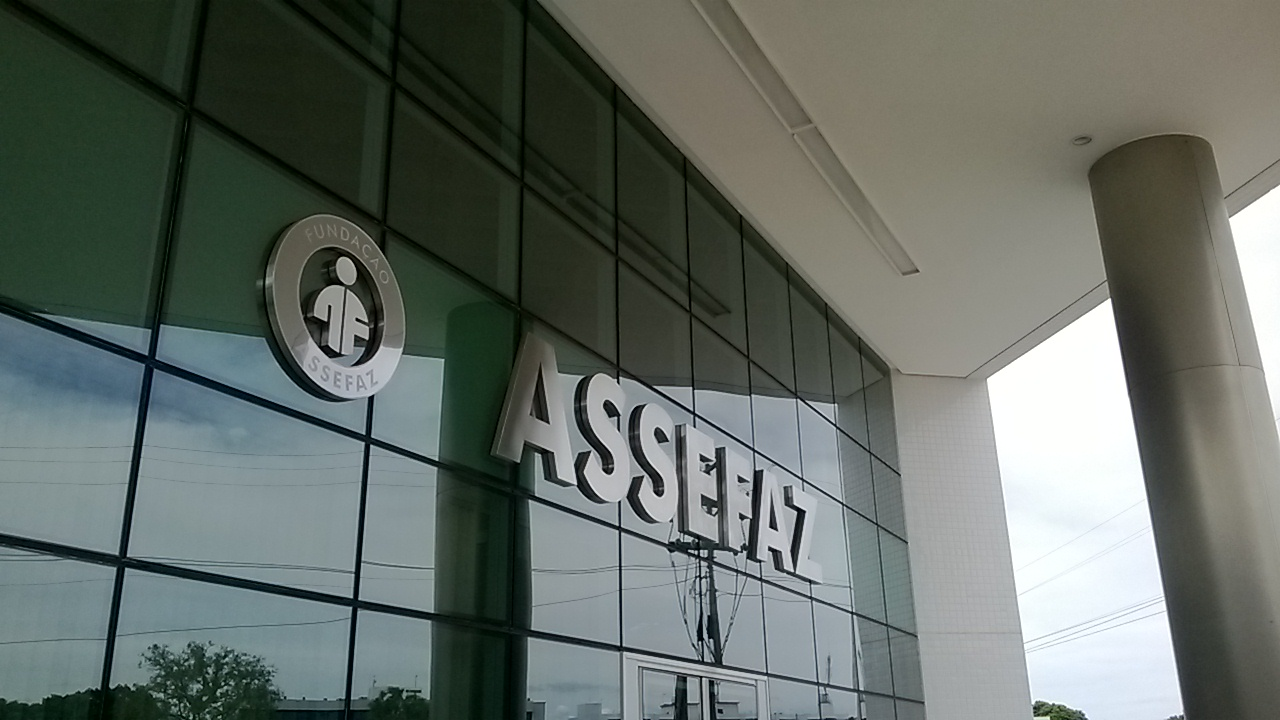
Posto de atendimento da Fundação Assefaz em Brasília

A Fundação Assistencial dos Servidores do Ministério da Fazenda - Assefaz é uma instituição beneficente, filantrópica, cultural e recreativa brasileira, criada em 1984, e que tem entre as suas funções a prestação de assistência médica, odontológica, farmacêutica, por meio de planos de saúde, e social, principalmente aos servidores do Ministério da Fazenda e seus dependentes.
Atualmente os serviços são estendidos a outros servidores da administração pública direta, indireta e fundacional, mediante convênio ou contrato firmados com os órgãos ou entidades a que pertençam ou com as organizações representativas das respectivas categorias funcionais.
Presente em todos os Estados do Brasil, conta com cerca de cem mil usuários, entre beneficiários e dependentes, mantendo ampla estrutura de lazer, com estabelecimentos disseminados por todo o Brasil, voltados para o bem-estar dos seus beneficiários.
Também controla outras empresas, como a Drogaria Vitabel (www.vitabel.com.br) e o Garden Hotel Assefaz em Campos do Jordão, interior de São Paulo.